# Justin Rowsell
Justin Scott Rowsell (Casino, 22 de diciembre de 1971) es un deportista australiano que compitió en boxeo. Ganó una medalla de bronce en el Campeonato Mundial de Boxeo Aficionado de 1991, en el peso ligero.
En noviembre de 1992 disputó su primera pelea como profesional. En su carrera profesional tuvo en total 35 combates, con un registro de 31 victorias, 2 derrotas y 2 empates.

## Palmarés internacional
| Campeonato Mundial | Campeonato Mundial | Campeonato Mundial | Campeonato Mundial |
| Año                | Lugar              | Medalla            | Categoría          |
| ------------------ | ------------------ | ------------------ | ------------------ |
| 1991               | Sídney (Australia) | Medalla de bronce  | 60 kg              |